# دوولی
دوولی
شهر دوولی (به انگلیسی: Deoli) با جمعیت ۲۵۸٫۶۹۰ نفر در ایالت ناحیه هم‌پیوسته دهلی در کشور هند واقع شده‌است.